# Aliens vs. Predator: Requiem
Pour les articles homonymes, voir Alien vs. Predator.
Série
Alien vs. Predator
(2004)
Pour plus de détails, voir Fiche technique et Distribution.
Aliens vs. Predator: Requiem, également appelé sous le sigle AVPR, ou Aliens vs Prédateur : Requiem au Québec est un film américain de science-fiction horrifique réalisé par Greg et Colin Strause et sorti en 2007.

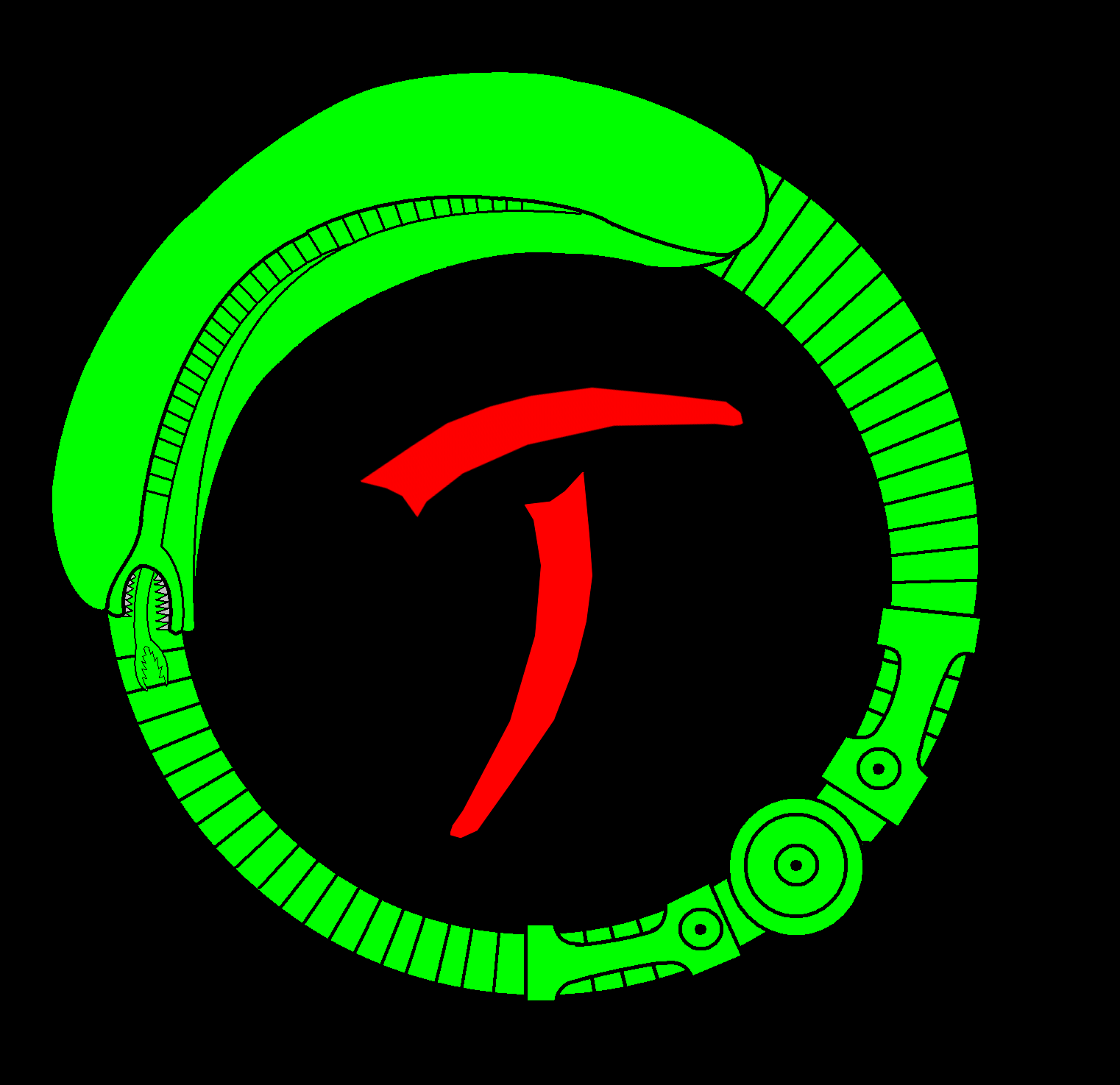
autre logo du film.

C'est la suite d’Alien vs. Predator de Paul W. S. Anderson, sorti en 2004.

## Synopsis
Le 11 octobre 2004, juste après les événements d'Alien vs. Predator, le vaisseau spatial Predator quitte la Terre. Il transporte la dépouille du Predator Scar mort au combat. Un Chestburster hybride, le Predalien, jaillit du thorax. Quelques heures plus tard, en passant près de Saturne, le vaisseau largue un autre vaisseau plus petit (semblable à celui vu dans Predator 2), qui part vers la Terre. Le Predalien, qui a atteint sa taille adulte, se trouve à bord. Dans le vaisseau, il y a de nombreux tubes en verre contenant chacun un Facehugger et un équipage de trois Predators. Le Predalien tue deux des Predators. Témoin de la mort du deuxième Predator, le troisième tire avec son canon d'épaule sur le Predalien. Il rate sa cible et endommage le vaisseau, qui tombe immédiatement sur Terre. Buddy Benson et son fils Sam (Liam James) qui chassent dans une forêt, assistent à l'écrasement du vaisseau à proximité, se rendent sur place et observent l'épave. Buddy décide rapidement de partir prévenir le shérif. Le dernier Predator, blessé, constate que plusieurs Facehuggers se sont échappés et sont en train de sortir du vaisseau. Il commence à activer sa bombe individuelle d'autodestruction sur sa manchette, mais le Predalien l'achève avant qu'il l'enclenche. Les bruits provenant du vaisseau font peur à Buddy et ils s'éloignent en courant. Sam trébuche et tombe, les Facehuggers les rattrapent, Buddy en abat un. Son bras gauche est éclaboussé par du sang acide du Facehugger, son avant-bras se détache. Un Facehugger s'agrippe au visage de Buddy, puis un autre à celui de Sam. Sur une planète lointaine, le Predator Wolf (Ian Whyte) reçoit le signal de détresse du vaisseau. Voyant sur écran que le vaisseau a atterri en catastrophe, il prend son équipement et décolle immédiatement pour se rendre sur Terre.
La forêt borde la ville de Gunnison. À l'arrêt de bus, le shérif Eddie Morales (John Ortiz) attend Dallas Howard (Steven Pasquale) qui vient d'être libéré de prison. Eddie emmène Dallas dans sa voiture de fonction et lui dit qu'il a trop souvent affaire à son jeune frère Ricky (Johnny Lewis). Celui-ci travaille comme livreur de pizza. Son chef, Drew (David Hornsby (en)), l'oblige à faire une livraison chez Jesse (Kristen Hager), une camarade de classe dont Ricky est amoureux transi. Dans la forêt, le policier Ray Adams (Chris William Martin) inspecte un raccordement d'égouts obscurs. À l'intérieur, il interpelle Harry, un clochard qui y squatte. Harry appelle son chien Dutch qui arrive, transportant l'avant-bras de Buddy dans la gueule. Ray donne l'alerte par radio. Ricky livre les pizzas chez Jesse, Dale (David Paetkau) le compagnon de celle-ci se moque de lui. Ricky le remet à sa place avec ironie. Dans la rue, Ricky va repartir en voiture. Encadré de Mark et Nick ses copains, Dale l'agresse par surprise, le frappe, l'insulte pendant qu'il gît au sol, ramasse son trousseau de clefs et le jette dans la bouche d'égout. Sur l'aire de repos de la forêt, Eddie découvre la voiture vide de Buddy. Sam se réveille, son Facehugger mort à côté de lui. Buddy se lève et crie en se contorsionnant, un Chestburster jaillit de son thorax sous les yeux de Sam, qui subit la même chose juste après.
Un taxi dépose la soldate Kelly O'Brien (Reiko Aylesworth) devant sa maison à Gunnison. Son époux Tim (Sam Trammell) et sa fille Molly (Ariel Gade (en)) l’accueillent. Ricky rentre chez lui par la fenêtre, Dallas qui l'attendait assis à l'intérieur l'interpelle. Armé d'une batte de baseball, Ricky veut ressortir corriger Dale. Dallas l'intercepte, range la batte et ils partent ensemble récupérer le trousseau de clefs. Dans les égouts, un Facehugger s'agrippe au visage du clochard vivant en compagnie d'Harry. Un autre Facehugger s'agrippe à Harry, pendant que ce dernier aperçoit un Alien. Une clocharde qui rejoint les lieux est pétrifiée par le spectacle. L'Alien qui s'approche d'elle, hurlante, est écarté par le Predalien qui la saisit et lui implante des embryons Aliens par la bouche. Le vaisseau Predator se met en orbite autour de la Terre, une capsule individuelle en est éjectée. Elle atterrit dans un marais près de la forêt. Wolf sort de la capsule et se rend à l'épave du vaisseau. Il se recueille sur le cadavre d'un de ses congénères et met le masque de ce dernier. À travers le masque, il voit l'enregistrement de ce que le défunt a vu et découvre le Predalien. Ensuite, il observe les traces de fuite des Facehugger, récupère une partie de l'armement (shurikens, flacon de superacide bleu fluorescent, canon d'épaule), enclenche la bombe individuelle d'autodestruction de son ami mort et quitte l'épave du vaisseau, qui disparait dans une implosion. Ricky et Dallas soulèvent la grille d'une bouche d'égout, descendent dedans, croisent des colonnes de rats qui fuient, entendent des cris angoissants et récupèrent le trousseau de clefs. Dans la nuit, les policiers et Darcy (Chelah Horsdal), épouse de Buddy, font une battue dans la forêt pour retrouver Buddy et Sam. Eddie finit par renoncer et dit qu'ils reprendront quand il fera jour. Wolf les observe. En suivant les traces des Facehuggers, il trouve facilement leurs cadavres et ceux de Buddy et Sam. Il les inspecte, puis verse dessus du superacide pour faire disparaitre toute trace des Aliens. Ray qui a continué les recherches en solitaire l'aperçoit à l’œuvre, se cache, l'observe, mais un appel radio révèle sa présence. Ray s'enfuit, Wolf le rattrape et le tue.
Le lendemain matin au restaurant, Eddie s'installe à la table de Dallas. La serveuse Carrie (Gina Holden), croyant que les recherches ont duré toute la nuit, apprend à Eddie que son époux Ray n'est pas rentré, ne lui a pas téléphoné et est injoignable. Dans la forêt, Eddie, accompagné d'un de ses adjoints, découvre le cadavre nu de Ray, écorché suspendu par les pieds. Jesse vient voir Ricky, lui annonce qu'elle a quitté Dale, lui fait comprendre qu'elle sait qu'il est amoureux d'elle et lui donne rendez-vous à la piscine de l'école à 22 h. En suivant les traces des Facehuggers, Wolf arrive dans les égouts, les inspecte, découvre les cadavres des clochards, verse dessus du superacide, place des détecteurs laser sur les parois du réseau d'égouts, puis fait du bruit pour attirer l'attention. Les Aliens se ruent vers lui de toutes parts. Il en abat plusieurs avec ses deux canons d'épaule, mais il est submergé par le nombre. Ils parviennent au corps à corps. Wolf en saisit un dans chaque main, s'apprête à les abattre quand le Predalien intervient et d'un coup le projette violemment au loin. Ses tirs font effondrer les parois, les décombres obstruent le conduit entre lui et le camp Aliens. Le Predalien ordonne aux Aliens de sortir en surface, puis défonce le plafond et émerge du sol dans la nuit. Wolf perce le plafond au-dessus de lui et s'extirpe du trou. Carrie s'apprête à quitter le restaurant. Ritchie le cuisinier finit de ranger la vaisselle. Alors qu'elle va sortir, elle fait demi-tour en entendant les cris de Ritchie. Dans la cuisine, elle voit horrifiée le Predalien dépecer Ritchie. Un Alien la tient en respect, le Predalien s'approche d'elle et lui implante des embryons Aliens. Dans un bar, Eddie rejoint Dallas et l'informe de ce qui est arrivé à Ray. Dallas décide de l'accompagner.
Wolf repère un Alien courant sur la centrale électrique, il lui tire dessus et le rate, provoquant des dégâts. Un employé de la centrale va inspecter et est tué par l'Alien. Wolf s'introduit sur l'installation et observe le cadavre de l'employé. Ricky rejoint Jesse devant la piscine. Ils entrent et s'embrassent au bord du bassin. Une voiture se gare devant la porte. Dale, Mark et Nick entrent et se dirigent vers eux. Ricky se précipite sur Dale, car il insulte Jesse. Les trois brutes se jettent avec Ricky dans l'eau. Les émissions de chaleur de la centrale génèrent un bruit de fond qui altère la vision de Wolf. L'Alien le fait tomber dans le vide et il est blessé à la hanche. Fou de rage et de douleur, Wolf tire au jugé sur l'Alien et le rate. Ses tirs provoquent d'importants dommages à la centrale qui tombe en panne. L'électricité est coupée sur toute la ville. Surpris par l'extinction de la lumière, les quatre garçons arrêtent de se battre dans la piscine. Un Alien se glisse dans le bassin et nage dans leur direction. Paniqués, ils se précipitent hors de l'eau, sauf Mark qui est attrapé par l'Alien. Le groupe cherchant à sortir du bâtiment est bloqué par les portes verrouillées. Ils s'échappent par une lucarne des vestiaires, sauf Nick qui est saisi par les jambes et tué par l'Alien. Un Alien traverse une fenêtre de la maison des O'Brien et tue Tim, tandis que Kelly s'enfuit avec Molly. L'Alien traine le cadavre de Nick jusqu'au bord du bassin. Wolf apparait derrière l'Alien et lui transperce le crâne avec sa lance. L'Alien bascule dans l'eau. Wolf pousse le corps de Nick dans l'eau et verse du superacide dans la piscine. Près de la centrale électrique en flammes, Eddie donne l'ordre par radio d'évacuer la ville et demande l'assistance de la garde nationale basée à Colorado Springs. Dale, Jesse et Ricky le rejoignent et racontent les évènements de la piscine. Dallas et Eddie inspectent l'intérieur du bâtiment, constatent que le bassin est vide, observent les traînées et éclaboussures de sang dans les vestiaires. Ils retournent dans la voiture de police où Dale, Jesse et Ricky les attendaient. Le central radio ne répond plus. Darcy, qui avait rendez-vous avec Carrie, entre dans le restaurant et découvre dans la cuisine son cadavre éventré. Dans la forêt, Wolf juché dans un arbre, soigne sa blessure et observe les colonnes de véhicules qui quittent la ville. Darcy terrifiée traverse la route sous la pluie et manque de peu de se faire renverser par Eddie inattentif. Montant à l'arrière du véhicule, elle lui décrit ce qu'elle a vu au restaurant.
Ricky, Jesse, Dale, Darcy, Dallas et Eddie entrent par effraction dans un magasin pour se procurer des armes et de l'équipement. Les troupes de la 89e brigade de la garde nationale entrent dans la ville. Eddie lance un appel radio. Le lieutenant lui répond à l'instant où ses soldats commencent à être attaqués. Ceux-ci sont tous tués par les Aliens. Les deux gérants sortent de leur cachette du fond du magasin et rejoignent le groupe. Wolf observe Kelly et Molly se réfugier dans le magasin, suivies discrètement par des Aliens. Les blessés qui affluent à l'hôpital sont orientés par le médecin de garde (Adrian Hough). Le Predalien s'introduit dans la maternité, tue Helen (Rekha Sharma), l'infirmière de garde, puis s'approche de Sue (Victoria Bidewell) enceinte et lui injecte des embryons Aliens par la bouche, sous les yeux des autres femmes enceintes horrifiées. Wolf assomme Dallas. Celui-ci se réveille suspendu par les pieds avec une corde. Dallas parvient à se libérer. Un Alien qui s'apprête à attaquer est décapité par Wolf avec son fouet aiguisé. Les deux gérants pointent leurs armes sur Wolf, celui-ci les abat. Le groupe d'humains effrayés s'enfuit. Un deuxième Alien saisit Dale. Wolf abat l'Alien, mais Dale est éclaboussé par le sang acide et meurt. Un troisième Alien se jette sur Wolf et casse le système de guidage de ses canons d'épaule. Malgré cela, Wolf abat les derniers Aliens autour de lui. Sur les moniteurs, le médecin constate que les femmes enceintes sont en train de mourir. Il se rend à la maternité et découvre celles-ci prises dans des cocons, l'une d'elles a le ventre qui s'agite, éclate et il en émerge des Chestbursters. Le Predalien surgit et tue le médecin.
Le groupe court à travers la ville jusqu'aux véhicules militaires et constate que les soldats ont disparu. Ils récupèrent des armes dans un Stryker. Eddie lance un appel radio. Le colonel Stevens (Robert Joy), des unités spéciales, lui répond et l'informe qu'une évacuation de la population par hélicoptères va être effectuée au rond-point dans le centre-ville. Ils montent à bord du Stryker, conduit par Kelly vers le point de rendez-vous. Wolf modifie un de ses canons d'épaule, s'en fait un pistolet blaster et observe les Aliens qui investissent l'hôpital. Perplexe, Kelly immobilise le blindé et explique qu'elle soupçonne les militaires de se servir de la population comme appât. Un véhicule rempli de passagers s'arrête à leur hauteur. À bord du blindé, Drew, Dallas, Ricky, Jesse, Molly et Kelly décident d'aller à l'hôpital, où ils espèrent trouver l'hélicoptère et décoller avec. Eddie et Darcy se joignent au groupe qui se rend à la zone d'évacuation. Wolf pénètre dans l'hôpital. Drew est tué par un Alien. Jesse est malencontreusement tuée par un des shurikens de Wolf. Ricky, fou de chagrin et de rage, se précipite vers Wolf en le mitraillant. Wolf distrait par les tirs de Ricky, est surpris par un Alien qui se jette sur lui, le faisant lâcher son pistolet blaster et le fait tomber avec lui dans un puits d'ascenseur. Ricky est blessé par le Predalien. Mitraillé par Dallas, le Predalien s'enfuit. N'ayant plus de munitions, Dallas récupère le pistolet blaster de Wolf.
Dallas, Ricky, Kelly et Molly atteignent le toit. Dallas reste en arrière et abat les Aliens, tandis que Ricky, Kelly et Molly montent dans l'hélicoptère. Dallas grimpe dans l'hélicoptère qui décolle, tandis que Wolf combat le Predalien au corps à corps. Les deux créatures s'entretuent. Eddie et Darcy observent qu'au lieu des hélicoptères promis, c'est un  F-22 qui les survole et largue une bombe nucléaire qui détruit toute la ville, tuant tous les extraterrestres et les civils restants. L'onde électromagnétique met en panne les instruments de bord et l'onde de choc secoue l'hélicoptère qui s'écrase dans une clairière. Les survivants sont encerclés et désarmés par les soldats. Le colonel Stevens apporte le pistolet blaster Predator à Mademoiselle Yutani (Françoise Yip), fondatrice de Yutani Corporation.

## Fiche technique
Sauf indication contraire, les informations mentionnées dans cette section peuvent être confirmées par les bases de données cinématographiques IMDb et Allociné,  présentes dans la section « Liens externes ».
- Titre original et français : Aliens vs. Predator: Requiem
- Titre québécois : Aliens vs Prédateur : Requiem[1]
- Réalisation : Greg et Colin Strause
- Scénario : Shane Salerno, d'après les personnages créés Jim Thomas et John Thomas (Predator), d'après les personnages créés par Dan O'Bannon et Ronald Shusett (Alien)
- Musique : Brian Tyler
- Direction artistique : Helen Jarvis
- Décors : Andrew Neskoromny
- Costumes : Angus Strathie
- Photographie : Daniel Pearl
- Son : Ron Bartlett, Jim Brookshire, Doug Hemphill, Jay Wilkinson
- Montage : Dan Zimmerman
- Production : John Davis, David Giler et Walter Hill
  - Production déléguée : Robbie Brenner et Paul Deason
- Sociétés de production : Davis Entertainment et Brandywine Productions, en association avec Dune Entertainment, présenté par Twentieth Century Fox
- Sociétés de distribution : Twentieth Century Fox (États-Unis) ; Fox-Warner (Suisse) ; Twentieth Century Fox France (France)
- Budget : 40 millions de $[2]
- Pays de production :  États-Unis
- Langue originale : anglais
- Format : couleur (DeLuxe) — 35 mm — 2,35:1 (CinemaScope / Panavision) — 2,39:1 (CinemaScope) — son Dolby Digital / DTS / SDDS
- Genre : science-fiction, épouvante-horreur, action, aventure, thriller
- Durée : 94 minutes ; 102 minutes (version non censurée aux États-Unis)
- Dates de sortie[3] :
  - États-Unis, Québec : 25 décembre 2007[1]
  - France, Suisse romande : 2 janvier 2008[4],[5]
  - Belgique : 16 janvier 2008[6]
- Classification :
  - États-Unis : interdit aux moins de 17 ans (R – Restricted)[N 1]
  - France : interdit aux moins de 12 ans[4],[7],[N 2]
  - Belgique : potentiellement préjudiciable jusqu'à 16 ans (KNT/ENA : Kinderen Niet Toegelaten  / Enfants Non Admis)[6],[8],[N 3]
  - Suisse romande : n/a
  - Québec : 13 ans et plus (violence - horreur) (13+ / 13 years and over)[1]

## Distribution
- Steven Pasquale (VF : Damien Boisseau) : Dallas Howard
- Reiko Aylesworth (VF : Danièle Douet) : Kelly O'Brien, soldate
- John Ortiz (VF : Joël Zaffarano) : le shérif Eddie Morales
- Johnny Lewis (VF : Maël Davan-Soulas) : Ricky Howard, livreur de pizza, frère cadet de Dallas
- Kristen Hager (VF : Julie Dumas) : Jesse, amoureuse de Ricky
- David Paetkau (VF : Emmanuel Garijo) : Dale Collins, ex-amoureux de Jesse
- Ian Whyte : le Predator Wolf
- Gina Holden (VF : Sylvie Jacob) : Carrie Adams, serveuse
- Chelah Horsdal : Darcy Benson, épouse de Buddy
- Robert Joy : le colonel Stevens
- Liam James : Sam Benson, fils de Buddy et Darcy
- Chris William Martin  (VF : Arnaud Arbessier) : le policier Ray Adams, époux de Carrie
- Sam Trammell  (VF : Patrick Mancini) : Tim O'Brien, époux de Kelly
- Françoise Yip (VF : Catherine Le Hénan) : Mademoiselle Yutani
- Ty Olsson : Nathan
- Tom McBeath : Karl
- Rekha Sharma : Helen, infirmière à la maternité
- Victoria Bidewell : Sue, femme enceinte à la maternité
- Adrian Hough (VF : Xavier Fagnon) : le médecin de l'hôpital
- Rainbow Sun Francks : Earl
- Ryan Robbins : le conducteur du camion
- Ian Feuer : un Predator
- Ariel Gade (en) : Molly O'Brien, fille de Kelly et Tim
- David Hornsby (en) (VF : Daniel Lafourcade) : Drew, gérant de la pizzeria où travaille Ricky
- Juan Riedinger (it) : Scotty
- Michal Suchánek (en) : Nick, ami de Dale
- Shareeka Epps (en) : Kendra
- Dalias Blake  (VF : Thierry Desroses) : le lieutenant Wood
- Lloyd Berry  (VF : Jean-Claude Sachot) : Harry, clochard installé dans les égouts
- Anthony Harrison  (VF : Philippe Catoire) : Ritchie

Source et légende : Version française (VF) sur Voxofilm, Allodoublage et selon le carton du doublage français.

## Production

### Genèse et développement
Le poste de réalisateur a été proposé à Antti Jokinen.

### Attribution des rôles
Il a un temps été envisagé que Danny Glover reprenne son rôle de Michael Harrigan de Predator 2. Par ailleurs, Bill Paxton, qui jouait dans les seconds volets des franchises Alien et Predator (Aliens, le retour et Predator 2), devait tenir un rôle dans le film. Mais il a dû se désister en raison d'une incompatibilité avec son emploi du temps.

### Tournage
Le tournage a débuté le 25 septembre 2006 à Vancouver et s'est entièrement déroulé en Colombie-Britannique.

### Musique
Bandes originales de Alien vs. Predator
Alien vs. Predator
(2004)
La musique du film est composée par Brian Tyler.
Liste des titres
1. Aliens vs. Predator: Requiem – 1:28
2. Opening Titles – 3:04
3. Decimation Proclamation – 7:42
4. Requiem Epilogue – 3:11
5. National Guard Part 1 – 5:44
6. National Guard Part 2 – 2:56
7. Taking Sides – 13:05
8. Predicide – 1:30
9. Kelly Returns Home – 1:19
10. Coprocloakia – 5:32
11. Power Struggle – 4:02
12. Skinned And Hanged – 2:48
13. Down To Earth – 2:36
14. Predator Arrival – 3:37
15. Special Delivery – 2:31
16. Alien Awakening – 2:07
17. Striptease – 1:31
18. Buddy’s New Buddy – 1:59
19. Searching The Poolhouse – 3:11
20. Gutless And Autosurgiosis – 2:43
21. Outnumbered – 4:35

## Accueil

### Accueil critique
Sur l'agrégateur américain Rotten Tomatoes, le film récolte 11 % d'opinions favorables pour 75 critiques. Sur Metacritic, il obtient une note moyenne de 29⁄100 pour 14 critiques.
En France, le site Allociné propose une note moyenne de 1,6⁄5 à partir de l'interprétation de critiques provenant de 5 titres de presse.

### Box office
- Mondial : 128 884 494 $[réf. nécessaire]
- États-Unis: 41 797 066 $
- France : 5 711 339 $ (601 745 entrées)
- International : 87 087 428 $

## Nominations
Source : Internet Movie Database et Allociné
- Golden Schmoes Awards 2007 : la plus grande déception de l'année

- MTV Movie & TV Awards 2008 : meilleur combat (Alien contre Predator)
- Razzie Awards 2008 :
  - Pire préquelle ou suite
  - Pire excuse pour un film d'horreur
- Teen Choice Awards 2008 : meilleur combat (Alien contre Predator)

## Éditions en vidéo
- En France, le film Aliens vs. Predator: Requiem est sorti en DVD Version non censurée le 16 juillet 2008[18] et le 1er mars 2010[19].

Avec l'arrivée du Blu-ray, une édition est sortie le 16 juillet 2008. Deux autres éditions Blu-ray sont sorties le 7 juillet 2010 et le 1er juillet 2021
Le film est également sorti en VOD le 1er août 2014.
- Au Québec, le film est sorti en DVD le 15 avril 2008[1].